# Renan Buiatti
Renan Zanatta Buiatti  (Uberlândia, 10 de janeiro de 1990) é um  voleibolista indoor brasileiro, atuante na posição de oposto. 
Pela seleção brasileira, na categoria juvenil, conquistou o título do Campeonato Mundial em 2009, na Índia. Também pela seleção brasileira de novos foi semifinalista na Copa Pan-Americana de 2010, em Porto Rico, medalhista de bronze na Universíada de Verão de 2011, na China, e no mesmo ano obteve o vice-campeonato do evento teste da Olimpíada de Londres 2012. Pela seleção principal, participou da fase classificatória da Liga Mundial nos anos de 2011 e 2013, e sagrou-se medalhista de prata no Campeonato Mundial realizado na Polônia, em 2014. Em clubes, foi finalista na edição de 2015 da Challenge Cup.

## Carreira
Renan iniciou jogando no Praia Clube em Uberlândia, sua terra natal, e foi descoberto por acaso pelo técnico deste clube quando tinha apenas 11 anos de idade sentado em um banco da igreja ao lado de seus pais e de seu irmão Tarcísio, ambos foram convocados para treinar no time, onde Renan ficou por quatro anos.
Representou na categoria infanto-juvenil a Seleção Mineira no Campeonato Brasileiro de Seleções de 2009, Primeira Divisão, tal competição sediada em Natal, quando conquistou o título da competição, época que ele estava vinculado ao Banespa/São Bernardo. Convocado pelo técnico Marcos Lerbach para a Seleção Brasileira, competiu na categoria infanto-juvenil no Campeonato Mundial de 2007, realizado  nas cidades mexicanas de Tijuana e Mexicali, terminando em sétimo lugar.
Em busca de maiores chances no cenário nacional, Renan passou pelas peneiras do São Bernardo, na ocasião clube era patrocinado pelo Banespa. Jogou pela Seleção Brasileira, na categoria juvenil, onde atuava na posição de central quando disputou o Campeonato Mundial Juvenil de 2009 sediado em Pune, Índia, onde foi medalhista de ouro e individualmente destacou-se como o melhor bloqueador da competição onde registrou 87 pontos e ocupou a décima quarta posição entre os maiores pontuadores, ocupou a décima terceira colocação entres os melhores sacadores e foi o quadragésimo segundo entre os de melhor defesa.
Renan foi convocado para integrar a Seleção Mineira na edição do Campeonato Brasileiro de Seleções de 2009, representando-a na categoria juvenil e conquistou o ouro da competição, esta realizada em Belo Horizonte. Ainda em 2009 atuou pelo elenco juvenil na conquista do tricampeonato paulista juvenil, já pelo elenco profissional do São Bernardo/Santander disputou a edição do Campeonato Sul-Americano de Clubes, sediado em Florianópolis e conquistou a medalha de prata.
Na temporada 2009–10 já integrou o elenco adulto no mesmo clube que utilizou a alcunha Brasil Vôlei Clube, disputando a correspondente Superliga Brasileira A, disputando a fase de quartas de final e finalizou na sexta posição.
Em 2010 foi convocado para integrar a Seleção Brasileira de Novos que disputou a Copa Pan-Americana em San Juan, Porto Rico, sendo semifinalista e vestindo a camisa 14 encerrou pela equipe brasileira na quarta posição.
Jogando pela São Bernardo terminou na quinta posição do Campeonato Paulista de 2010 e na décima posição na Superliga Brasileira 2010–11. Em 2011 foi convocado para Seleção Brasileira de Novos e disputou a edição deste ano da Universíada de Verão e conquistou o bronze. Esteve pela seleção de novos no evento teste para a Olimpíada de Londres 2012, vestindo a camisa 17, esteve na equipe brasileira, no qual conquistou o vice-campeonato.
Ainda em 2011 integrou a Seleção Brasileira para a Liga Mundial de 2011 e neste mesmo ano renovou com o São Bernardo para temporada 2011–12, sendo quarto colocado do Campeonato Paulista e na Superliga Brasileira A desta temporada terminou no sétimo lugar. Com contrato mais uma vez renovado com a equipe de São Bernardo do Campo, Renan conquistou o bronze no Campeonato Paulista de 2012 e na Superliga Brasileira A 2012-13 terminou na oitava colocação.
O técnico Bernardinho o convocou novamente em 2012 para disputar a Liga Mundial, cuja fase final deu-se em Sofia na Bulgária e desta vez a equipe brasileira não conquistou medalha, ocasião que alcançou um decepcionante sexto lugar, e vestia a camisa 24.
Após oito anos em São Bernardo do Campo, Renan desperta o interesse do Sesi-SP e passou a defendê-lo na temporada 2013–14 e já conquistou seu primeiro título do Campeonato Paulista em 2013 e contribui para sua equipe chegar a final da Superliga Brasileira A 2013-14, encerrando com o vice-campeonato.
Ainda em 2013 foi convocado para categoria Sub-23 da Seleção Brasileira e representou o país na Copa Pan-Americana, categoria adulto, na Cidade do México, ocasião que conquistou a medalha de ouro e foi premiado como melhor oposto, integrando a seleção do campeonato e foi convocado em algumas oportunidades pelo técnico Bernardinho para a seleção adulta e esteve na equipe vice-campeã da Liga Mundial de 2013. Atualmente atua na posição de oposto. Renan também foi convocado para Seleção B. Em 2014 foi novamente convocado para seleção principal em preparação para a Liga Mundial de 2014, mas não compôs o grupo de vinte e dois jogadores que disputou a edição e também para o Campeonato Mundial na Polônia, onde disputou a competição e conquistou a medalha de prata em seu primeiro mundial na categoria adulta.
Pela primeira vez transfere-se para um clube estrangeiro e estreou na temporada 2014–15 no voleibol italiano, representando o CMC Ravenna, encerrando na fase de classificação na sétima posição e avançou as quartas de final da Del Monte Coppa Italia SuperLega (antes Copa A1 Itália), avançou na Superliga Italiana A as quartas de final. Em 2015 foi convocado para Seleção Brasileira para disputar a correspondente Liga Mundial e neste ano conquistou o bronze na edição da Challenge Cup cuja fase final deu-se em Forli nas estatísticas da competição foi o décimo oitavo entre os maiores pontuadores e o vigésimo primeiro entre os melhores atacantes da competição.

## Títulos e resultados
- Evento teste para Olimpíada de Londres 2012[24]
- Copa Pan-Americana:2010[21]
- Superliga Brasileira A:2013-14[2]
- Campeonato Brasileiro de Seleções Juvenil (1ª Divisão):2009[13]
- Campeonato Brasileiro de Seleções Infanto-Juvenil (Divisão Especial):2007[4]
- Campeonato Paulista:2013[27]
- Campeonato Paulista:2012
- Campeonato Paulista:2011
- Campeonato Paulista Juvenil: 2009[14]

## Premiações individuais
- Melhor Oposto da Copa Pan-Americana de 2013[29]
- Melhor Bloqueador do Campeonato Mundial Juvenil de 2009[9]